# صنایع تلفن هند
صنایع تلفن هند (انگلیسی: Indian Telephone Industries) شرکت سخت‌افزار هندی است، که در سال ۱۹۴۸ تأسیس شد.